# 프랭크 라이스

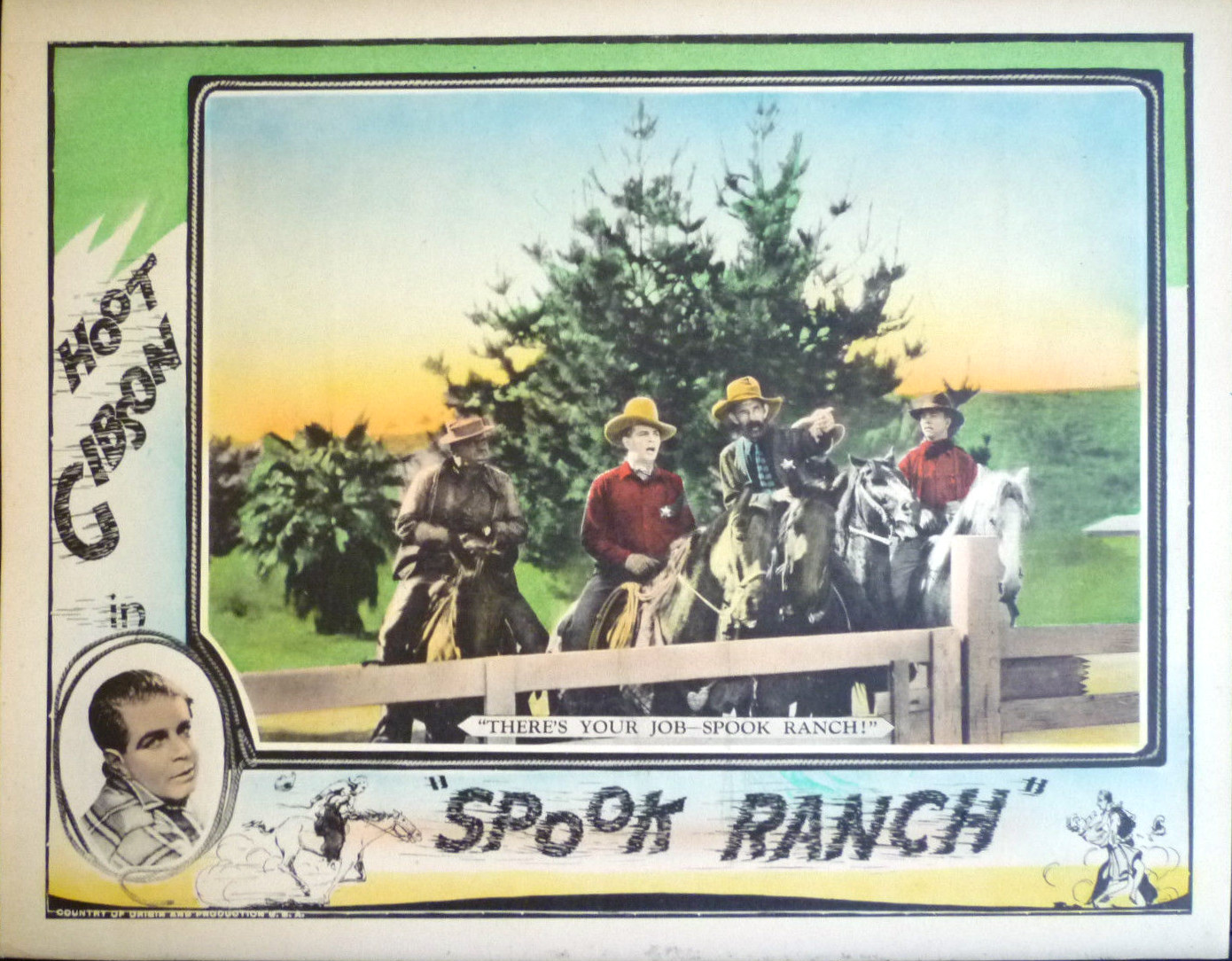

프랭크 라이스(Frank Rice, 1892년 5월 13일~1936년 1월 9일)는 미국의 배우, 영화배우이다. 머스키건에서 태어났으며 로스앤젤레스에서 간염으로 숨졌다.

## 영화
- 트레일 오브 더 론섬 파인(1936년)
- 바르바리 해안(1935년)
- 라스트 라운드업(1934년)
- 첫 항해(1933년)
- 러브 어페어(1932년)
- 후피!(1930년)